# Paire de ciseaux
Pour les articles homonymes, voir ciseau (homonymie).
Pour la lame simple des maçon, sculpteur, etc., voir Ciseau.
« Ciseaux » redirige ici. Pour l’article homophone, voir Cizo.

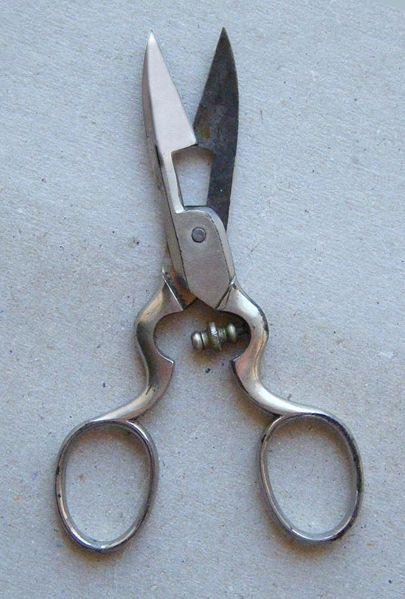
Ciseaux à boutonnière.

Une paire de ciseaux , aussi appelée simplement ciseaux, est un outil comportant deux lames mobiles articulées qui glissent l'une sur l'autre pour trancher les matériaux minces. Le matériau à couper est pris entre les deux lames actionnées par les poignées.
Cet outil ne doit pas être confondu avec le ciseau, un ferrement plat qui coupe ou tranche par un des bouts et sert à travailler le bois, le fer, la pierre, etc.

## Typologie
- ciseaux à moustache ;
- ciseaux de coiffure ;
- ciseaux de couture ;
- ciseaux à boutonnière ;
- ciseaux d'électricien ;
- ciseaux fins et ciseaux forts de dissection ;
- ciseaux de secours ;
- ciseaux à sucre (ustensile de cuisine) ;
- cisaille et sécateurs ;
- ciseaux force ou forces ;
- ciseaux amagnétiques.

## Historique

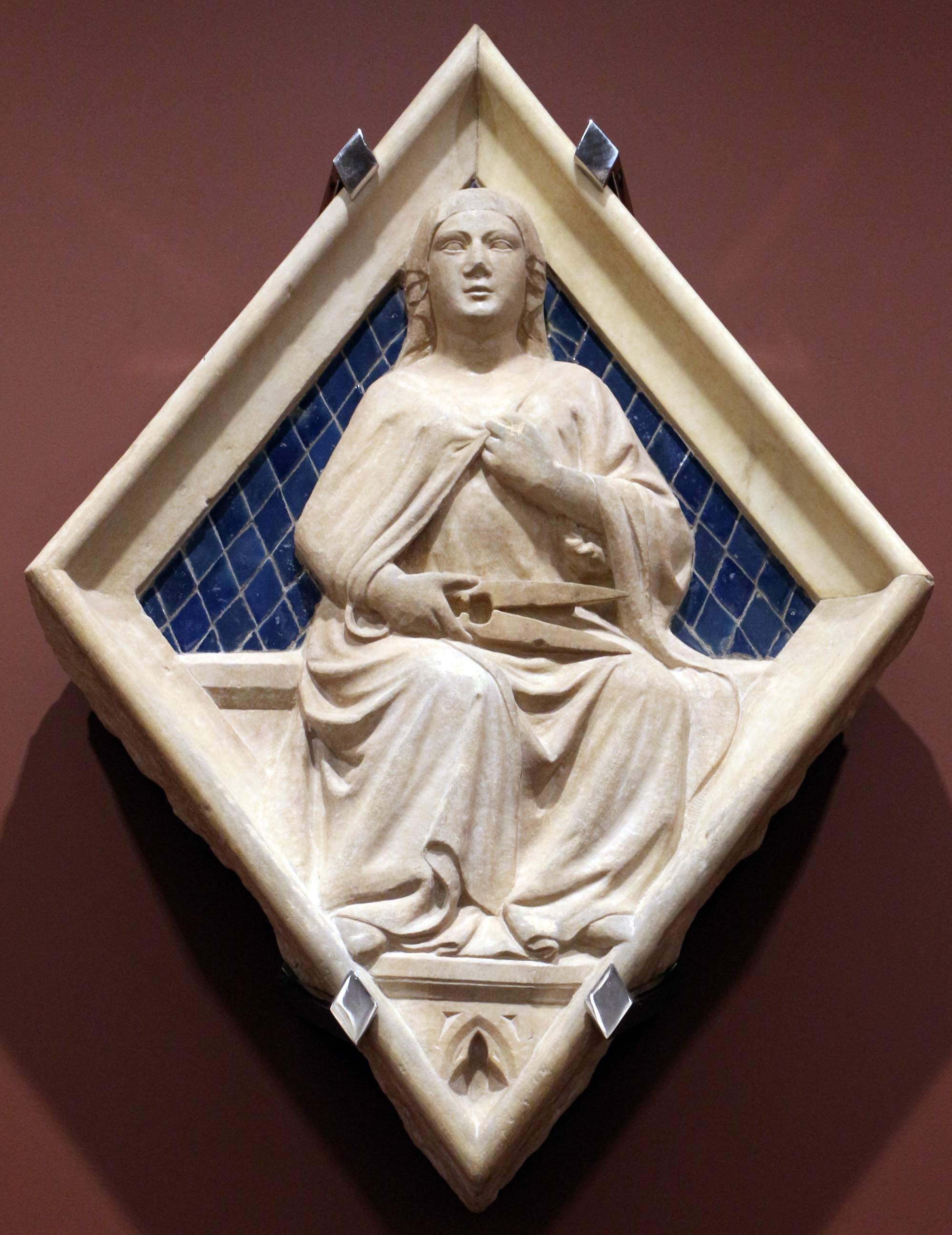
Paire de ciseaux, au centre d'une allégorie de la dialectique (campanile de Giotto, à Florence).

Les ciseaux ont été vraisemblablement inventés en Égypte vers -1500.
Les ciseaux à lames croisées pivotant sur un axe central, comme ceux connus de nos jours, existaient il y a deux mille ans dans l'Empire romain (inventés vers 100 apr. J.-C.) et en Extrême-Orient.
Les ciseaux deviennent des objets usuels en Europe et en Asie dès le IXe siècle. Ils étaient alors généralement en bronze et les deux lames étaient montées sur un ressort en arc de cercle. On utilisait ce type de ciseaux appelé forces pour tondre les moutons.
Leur usage se généralisera en Europe au XVIe siècle.
La production en série de ciseaux est due au coutelier britannique Robert Hinchliffe qui utilisa de l'acier moulé en 1791 pour obtenir des ciseaux de précision.

## Galerie

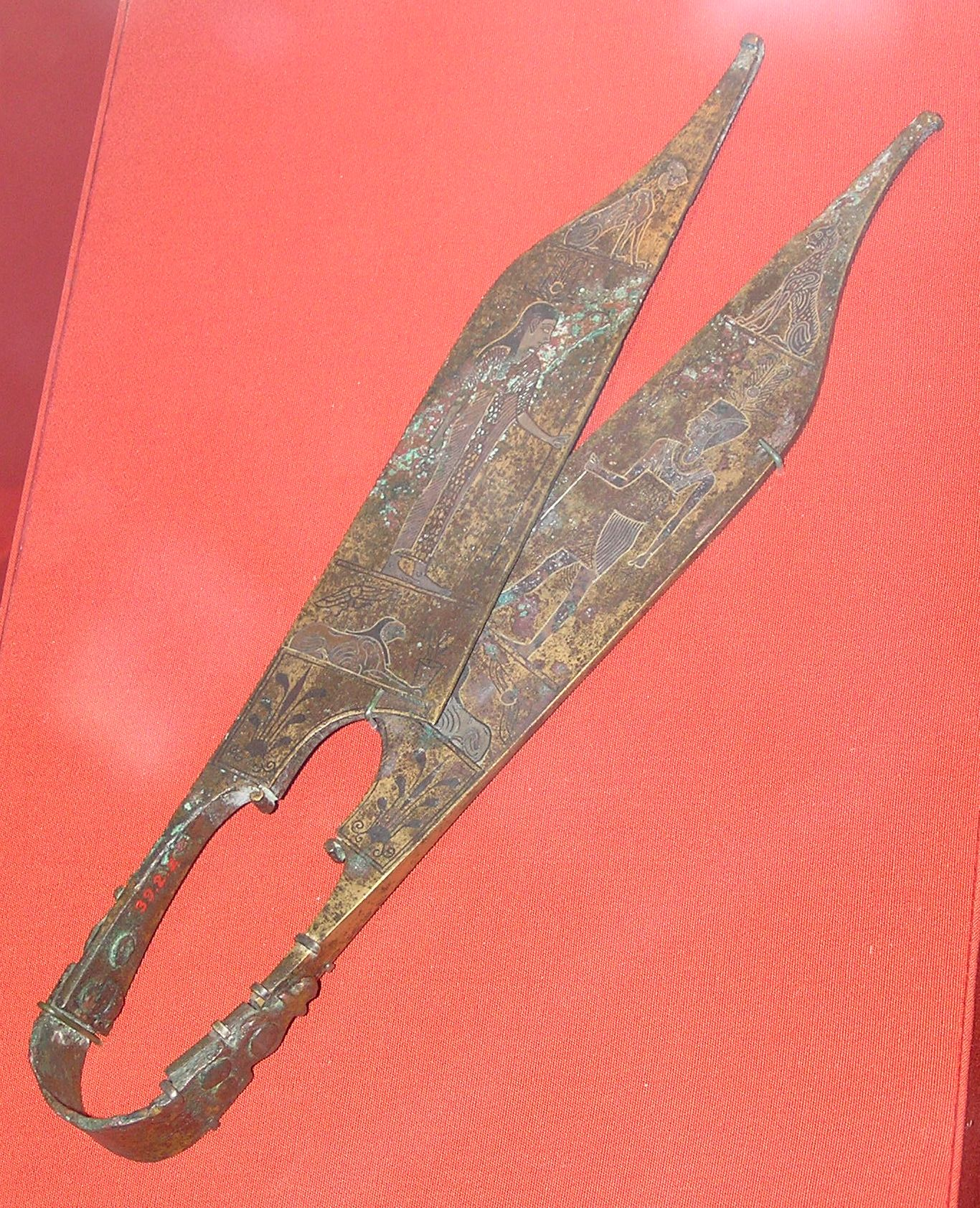
Ciseau du IIe siècle, Asie mineure.
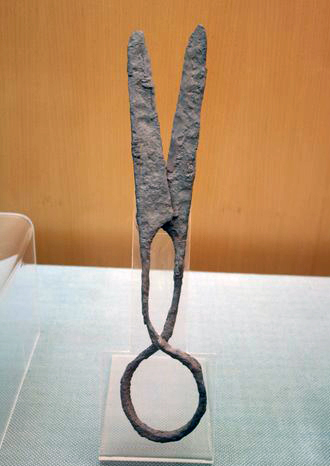
Paire de ciseaux en acier, dynastie Han.
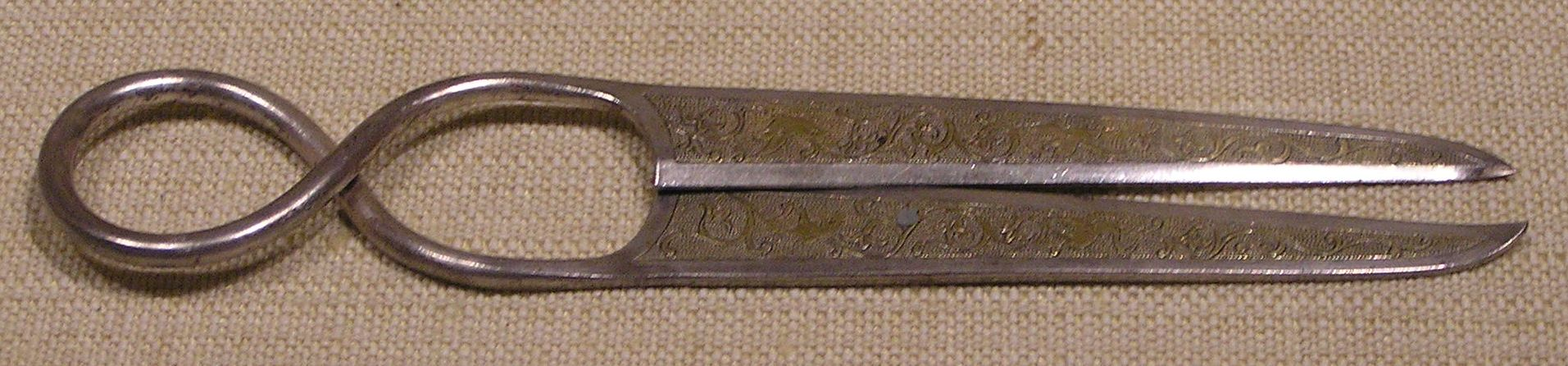
Ciseau de Chine, dynastie Tang (618–907 AD).
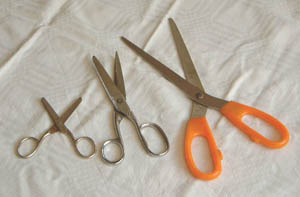
Différents types de  ciseaux : broderie, cuisine, papier.
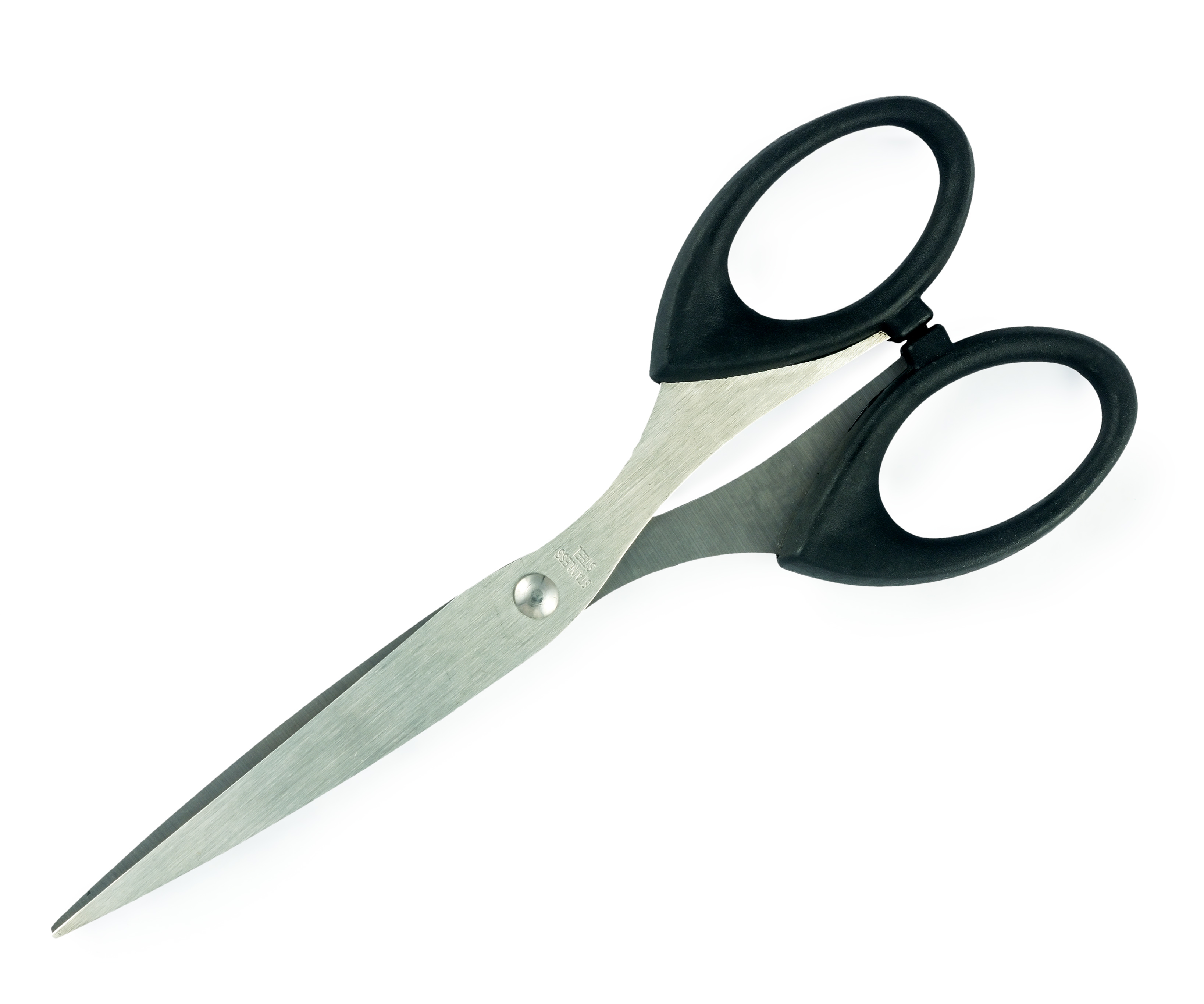
Ciseaux d'usage courant.
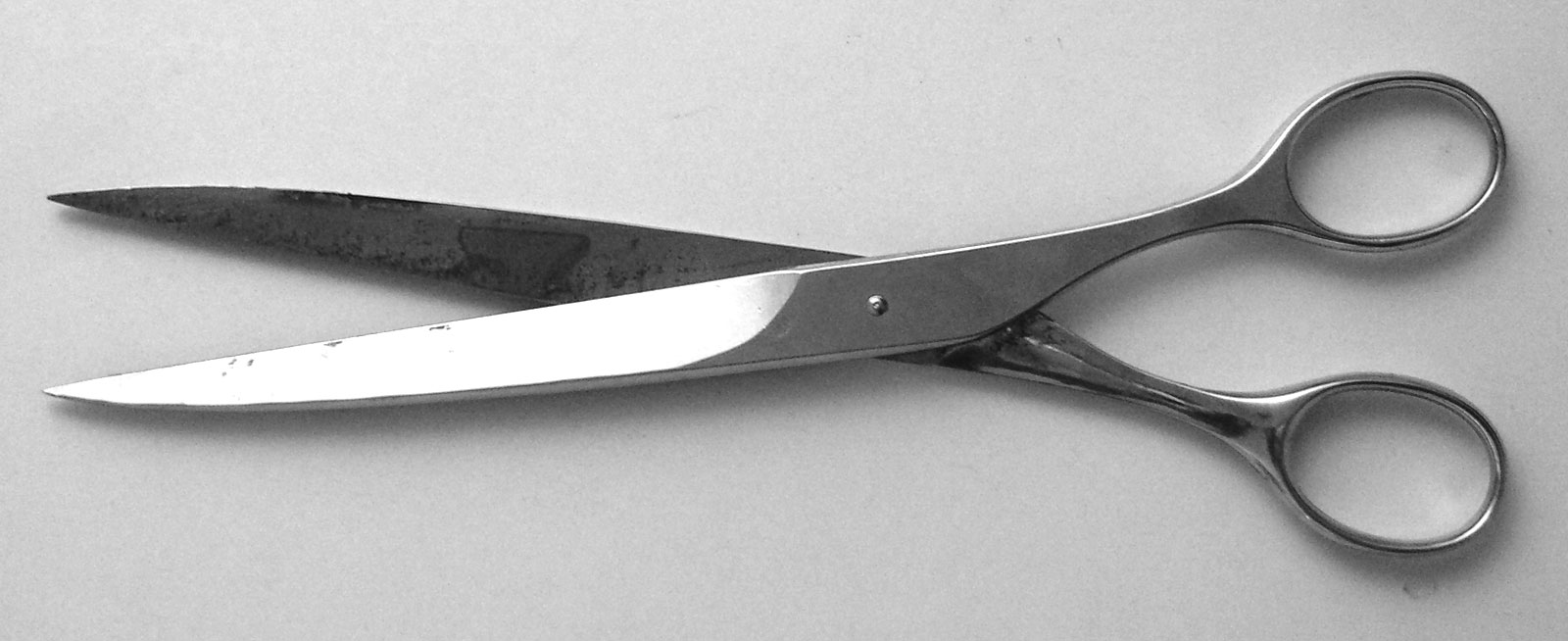
Ciseaux à papier.

## Ciseaux pour gauchers

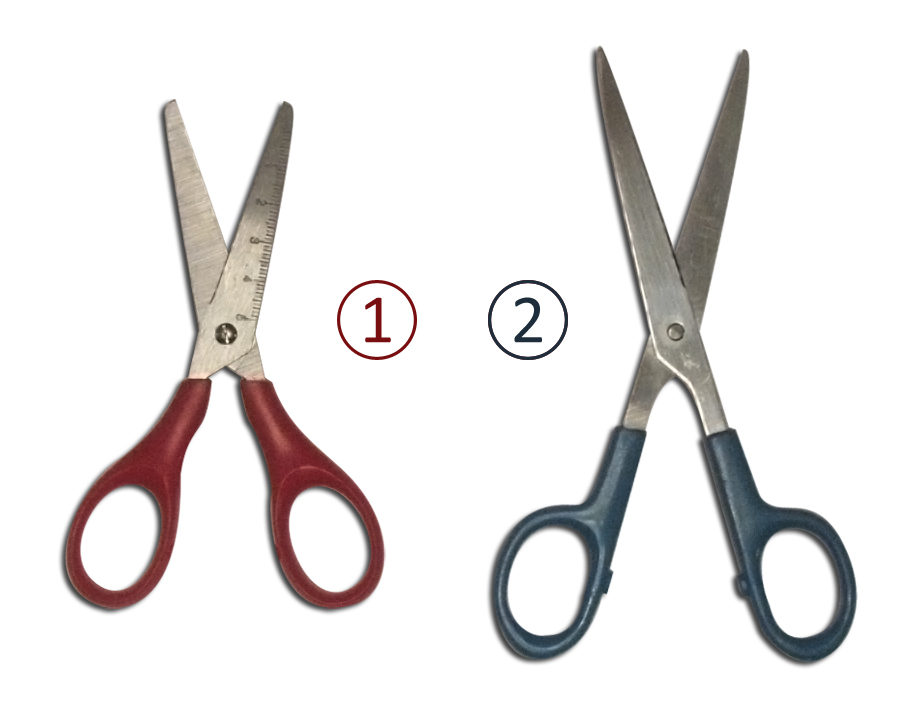
Ciseaux de gauchers (1) et de droitiers (2).

Selon des recherches réalisées en 2007, les premiers ciseaux pour gaucher sont apparus vers 1880. C’est dans le bassin de Nogent qu’un Français fabrique la première paire de ciseaux pour gaucher. Destinée à couper uniquement du papier, il faudra attendre une quarantaine d’années pour qu’un autre Français crée des ciseaux pour gaucher destinés cette fois aux tailleurs.
Les ciseaux pour gauchers se distinguent essentiellement des ciseaux pour droitiers par la disposition des lames. En utilisation normale, la lame du dessus se situe à droite pour un droitier et à gauche pour un gaucher. Cette disposition permet à l'utilisateur d'observer l'endroit où s'effectue la découpe sans se contorsionner. Dans le cas contraire, l'endroit de la découpe est caché par la lame du dessus.

## Dangerosité
Les ciseaux sont considérés comme dangereux dans les avions et des restrictions ont été imposées à la suite des attentats du 11 septembre 2001.